# Mycetophila arnaudi
Mycetophila arnaudi är en tvåvingeart som först beskrevs av Laffoon 1957.  Mycetophila arnaudi ingår i släktet Mycetophila och familjen svampmyggor. Inga underarter finns listade i Catalogue of Life.